# Valgus canaliculatus
Valgus canaliculatus är en skalbaggsart som beskrevs av Olivier 1789. Valgus canaliculatus ingår i släktet Valgus och familjen Cetoniidae. Inga underarter finns listade i Catalogue of Life.